# Teatro Morlacchi
Il Teatro Morlacchi, già Teatro del Verzaro, è il maggiore teatro di Perugia. Prende il nome dal celebre musicista perugino Francesco Morlacchi.

## Storia
Nel 1777 la borghesia cittadina decise di costruire un nuovo teatro in risposta ai nobili che avevano costruito il Teatro del Pavone; per far questo novanta famiglie costituirono la "Società per l'edificazione di un nuovo teatro", la quale comprò un vecchio convento di monache e affidò il progetto all'architetto perugino Alessio Lorenzini. Questi diede alla sala la classica forma di ferro di cavallo e dovette affrontare il problema del poco spazio a disposizione: infatti per riservare un palco per ogni famiglia committente (cinque ordini di palchi da 27) decise di disporre l'intera struttura in diagonale e ridurre lo spazio a disposizione dell'autogresso.
I lavori, iniziati nel giugno 1778, si conclusero ad aprile del 1780. L'inaugurazione si tenne il 15 agosto 1781 e al teatro, che all'epoca poteva ospitare 1200 spettatori, fu dato il nome di "Teatro Civico del Verzaro". Ai lavori parteciparono i migliori artisti locali dell'epoca, come Baldassarre Orsini e Carlo Spiridione Mariotti.
Nel 1874 fu ristrutturato e modificato da Guglielmo Calderini, che gli diede la sua struttura attuale; contemporaneamente fu ridecorato da artisti come Francesco Moretti e Mariano Piervittori, che si occupò del sipario del soffitto. Alla nuova inaugurazione il teatro fu intitolato al musicista perugino Francesco Morlacchi.
L'attività del teatro continuò fino agli inizi del XX secolo, ma decadde durante gli anni del fascismo fino a essere requisito dai nazisti durante l'occupazione della città, per destinarlo a spettacoli per i loro soldati. Finita la guerra, il teatro era seriamente danneggiato così, il Comune, a cui fu ceduto, fra il 1951 e il 1953 finanziò i lavori di restauro, consistente nel rifacimento delle coperture, nella modifica del palcoscenico, nel golfo mistico e nelle pavimentazioni in marmo dell'atrio e del foyer.
Attualmente il teatro dispone di 785 posti. Il palcoscenico misura 20 metri in larghezza, 10,5 metri in profondità. Il boccascena è largo 10,5 metri.

## Eventi
Il teatro ospita dal 1996, durante il mese di giugno, la Rassegna di Saggi delle Scuole di Danza, rassegna che comprende le migliori scuole di danza del circondario perugino.